# Lípa v Kostelní Bříze
Lípa v Kostelní Bříze je památný strom v Kostelní Bříze, jihozápadně od města Březová v okrese Sokolov v Karlovarském kraji. Mohutná lípa velkolistá (Tilia platyphyllos) roste u torza kapličky západně od hřbitova v nadmořské výšce 608 m. Jedná se o nejmohutnější a nejpoškozenější z pětice lip obklopujících torzo kapličky. Zbylé čtyři lípy jsou vyhlášené za památné stromy Lípy u Vondrů. Obvod kmene měří 731 cm, koruna dosahuje do výšky 24 m (měření 1978).
Lípa je chráněna od roku 1979 pro svůj vzrůst i pro svůj věk a jako historicky důležitý strom.
AOPK ČR vyhlásila 2. května 2016 památný strom, spolu s památnými stromy Lípy u Vondrů, nově pod společným názvem Lípy v Kostelní Bříze.

## Stromy v okolí
- Lípy u Vondrů
- Lípa u kostela (Kostelní Bříza)
- Kleny v Kostelní Bříze
- Sekvoj v Kostelní Bříze
- Javory v Arnoltově
- Lípa v Arnoltově
- Bambasův dub
- Pastýřský buk